# Гойтхський перевал
Гойтхський перевал (рос. Гойтхский перевал, груз. გოითხის უღელტეხილი) — гірський перевал в Краснодарському краї Росії, в західній частині Головного Кавказького хребта.
Висота сягає 336 метрів. Через перевал проходять залізниця і автострада із Майкопу і Бєлореченську до Туапсе. Під перевалом пролягає Гойтхський тунель.